# Dorfbeuern
Dorfbeuern ist eine Gemeinde mit 1605 Einwohnern (Stand 1. Jänner 2025) im Norden des Bundeslandes Salzburg im Bezirk Salzburg-Umgebung. Weithin bekannt und bedeutend ist das in der Ortschaft Michaelbeuern liegende Benediktinerstift.

## Geografie

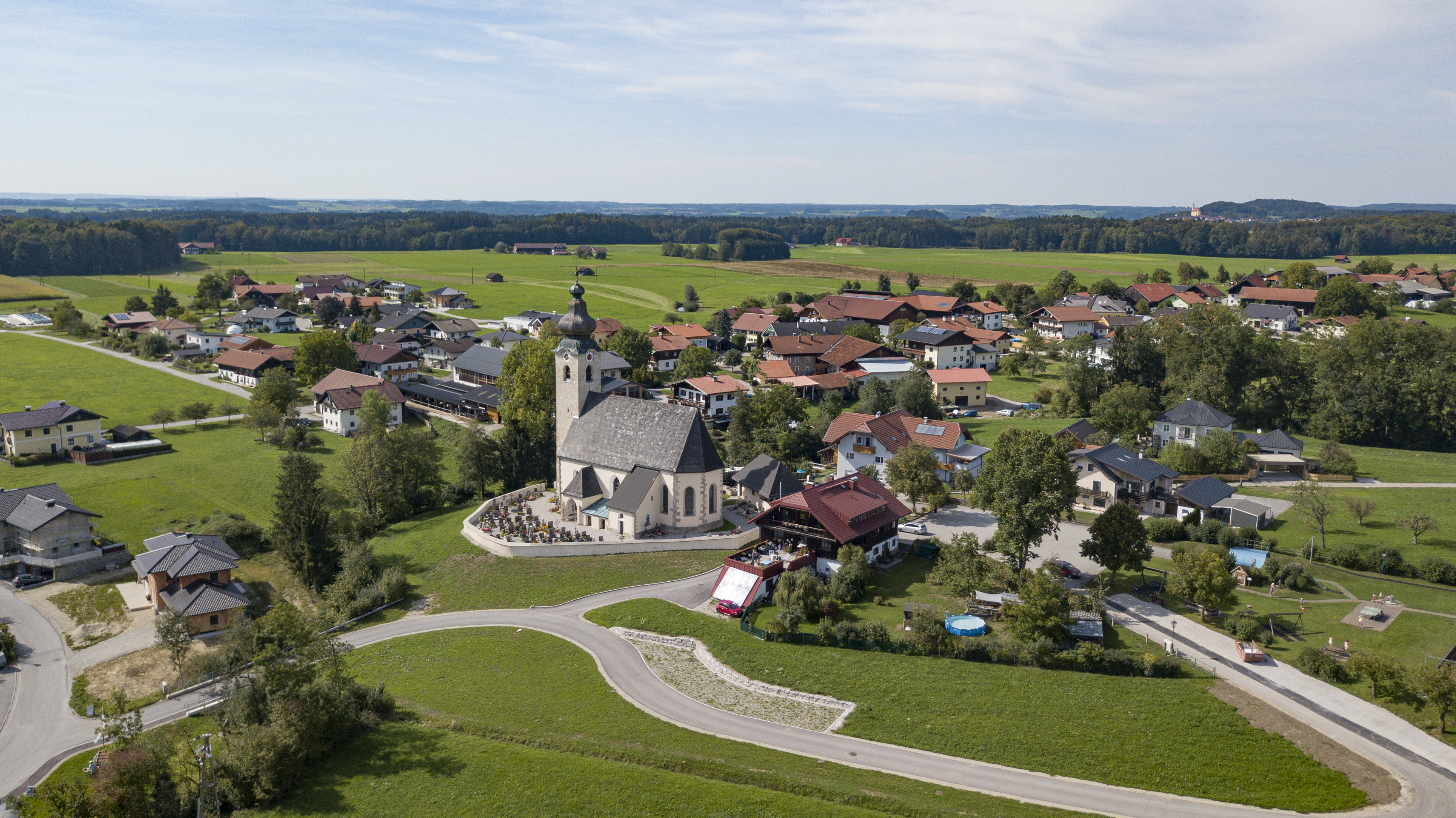
Dorfbeuern

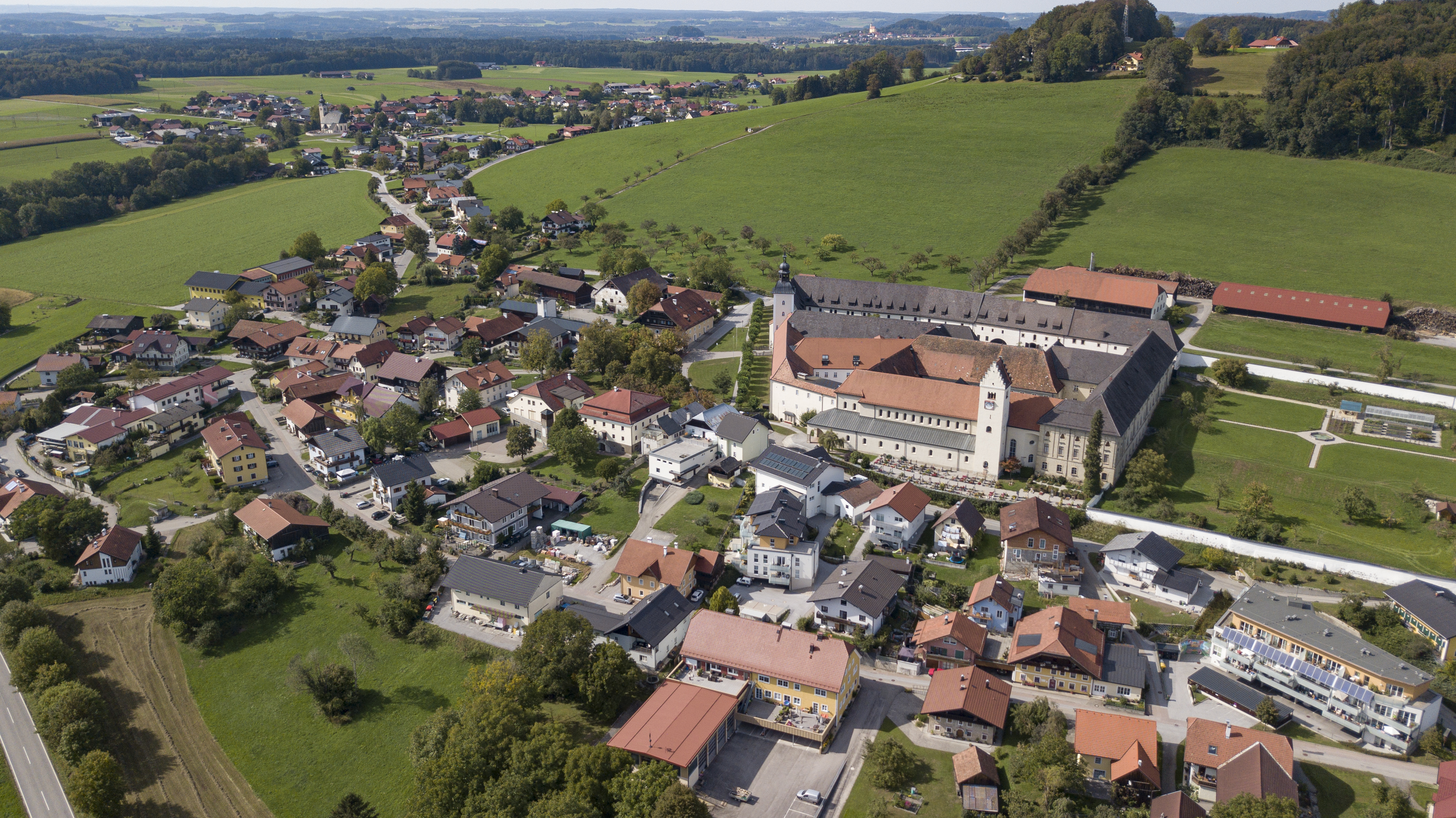
Dorfbeuern, Ortsteil Michaelbeuern

Die Gemeinde liegt im Nordosten des Bezirks Salzburg-Umgebung (Flachgau) 24 km nördlich der Stadt Salzburg an der Grenze zu Oberösterreich und ist Teil des Gerichtsbezirks Seekirchen am Wallersee. Der größte Fluss ist die Oichten, sie bildet die Südostgrenze. Die Fläche beträgt rund 15 Quadratkilometer. Mehr als 60 Prozent werden landwirtschaftlich genutzt, beinahe 30 Prozent sind bewaldet.

### Gemeindegliederung
Die Gemeindefläche beträgt 14,5 km² und ist identisch mit der einzigen Katastralgemeinde gleichen Namens. Unterteilt wird Dorfbeuern in die Ortschaften (in Klammern Einwohnerzahl Stand 1. Jänner 2025):
- Au (16)
- Breitenlohe (212)
- Buchach (31) samt Poschenau
- Dorfbeuern (332)
- Michaelbeuern (328)
- Reitsberg (39) samt Grub, Immelsberg und Schlipfing
- Scherhaslach (14)
- Schönberg (201) samt Lielon, Oberlielon und Unterlielon
- Thalhausen (50)
- Vorau (255)
- Wagnerfeld (106)
- Wagnergraben (21)

Die Dörfer Dorfbeuern, Michaelbeuern und Vorau werden als die Hauptorte angesehen.

### Nachbargemeinden
| Moosdorf (BR)    | Feldkirchen bei Mattighofen (BR)            | Perwang am Grabensee (BR) |
| Lamprechtshausen | Kompassrose, die auf Nachbargemeinden zeigt |                           |
|                  |                                             | Nußdorf am Haunsberg      |

## Geschichte
Das wirtschaftliche und kulturelle Zentrum der Gemeinde ist die Benediktinerabtei Michaelbeuern, die um das Jahr 730 nach Christus gegründet wurde. In dessen Klosterkatalog von 817 wird Michaelbeuern genannt.
Im Jahr 1072 wurde die romanische Pfeilerbasilika vom Patriarchen Sighard von Aquilea, dem Erzbischof Gebhard von Salzburg und dem Bischof Dietwin von Concordia geweiht. Bis zur Plünderung 1249 erlebte das Kloster eine Blütezeit. Ein Brand 1364, Auswirkungen der Reformation und Misswirtschaft schädigten das Kloster, sodass es nur noch drei Mönche beherbergte. Ab dem Jahr 1590 begann ein langsamer Aufstieg. Im 17. Jahrhundert lehrten 25 Mönche an der Benediktineruniversität Salzburg.
Von den Nationalsozialisten wurden das Kloster geschlossen und die Mönche vertrieben, 1950 wurde die Kirche wieder geweiht, 1985 wurden große Teile des Klosters und die Stiftskirche restauriert.
Für Dorfbeuern wird 790 im Güterverzeichnis des Salzburger Bischofs Arno ein dem hl. Johannes geweihtes Gotteshaus erwähnt. Es gehörte zur Pfarre Lamprechtshausen. Im 12. Jahrhundert entstand ein dem hl. Nikolaus geweihter romanischer Neubau und dieser wurde 1229 von Erzbischof Eberhard II. zur Pfarrkirche erhoben und dem „Kloster zu Beuern“ (Michaelbeuern) inkorporiert.
Um das Jahr 1240 wurde die Kirche verlängert. Seither ist ihr Aussehen weitgehend unverändert, nur der Turm wurde 1774 mit einem barocken Zwiebelhelm versehen.
Die politische Gemeinde Dorfbeuern entstand am 1. Jänner 1850.

## Kultur und Sehenswürdigkeiten
- Benediktinerabtei Michaelbeuern
- Stiftskellerei

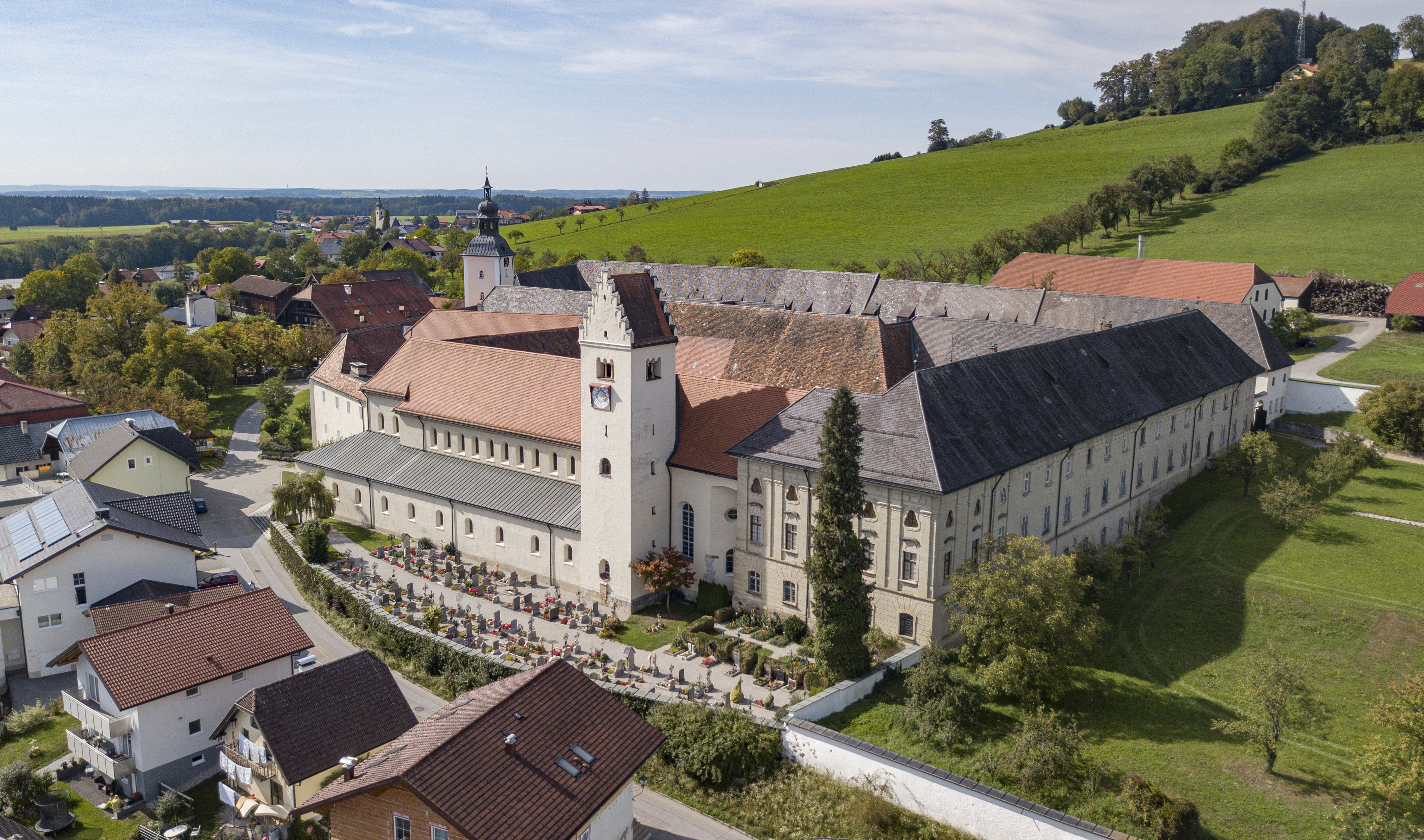
Benediktinerabtei Michaelbeuern

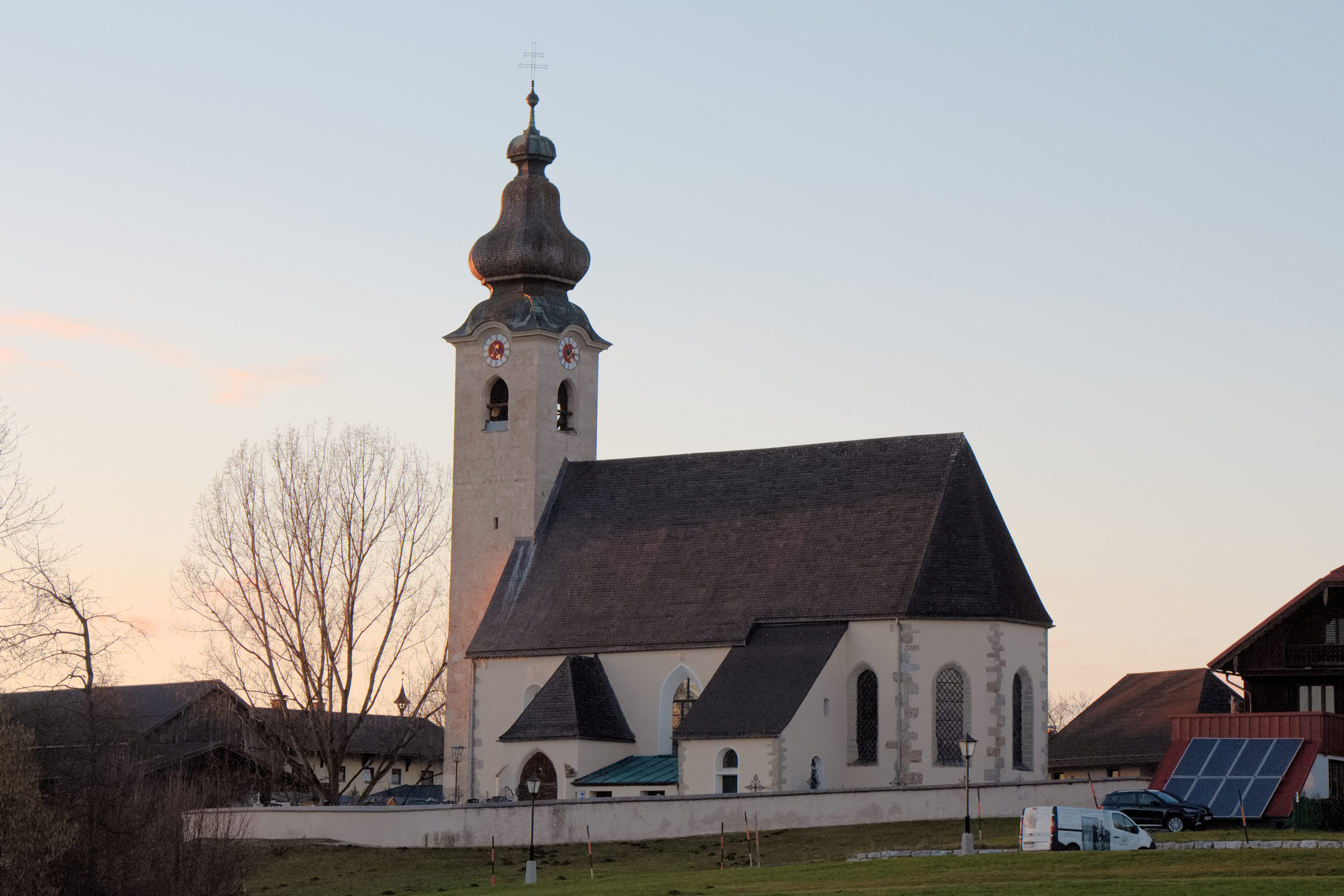
Pfarrkirche Dorfbeuern

- Katholische Pfarrkirche Dorfbeuern Hll. Nikolaus und Johannes der Täufer

## Wirtschaft und Infrastruktur

### Wirtschaftssektoren
Von den 56 landwirtschaftlichen Betrieben des Jahres 2010 wurden 35 im Haupt-, 19 im Nebenerwerb und zwei von juristischen Personen betrieben. Im Produktionssektor arbeiteten 36 Erwerbstätige im Baugewerbe und 26 im Bereich Herstellung von Waren. Der mit Abstand größte Arbeitgeber im Dienstleistungssektor war der Bereich soziale und öffentliche Dienste.
| Wirtschaftssektor            | Anzahl Betriebe | Anzahl Betriebe | Erwerbstätige | Erwerbstätige |
| Wirtschaftssektor            | 2011            | 2001            | 2011          | 2001          |
| ---------------------------- | --------------- | --------------- | ------------- | ------------- |
| Land- und Forstwirtschaft 1) | 56              | 70              | 56            | 66            |
| Produktion                   | 18              | 9               | 62            | 36            |
| Dienstleistung               | 61              | 44              | 159           | 182           |

1) Betriebe mit Fläche in den Jahren 2010 und 1999

### Arbeitsmarkt, Pendeln
Im Jahr 2011 lebten 768 Erwerbstätige in Dorfbeuern. Davon arbeiteten 182 in der Gemeinde, mehr als drei Viertel pendelten aus.

## Politik

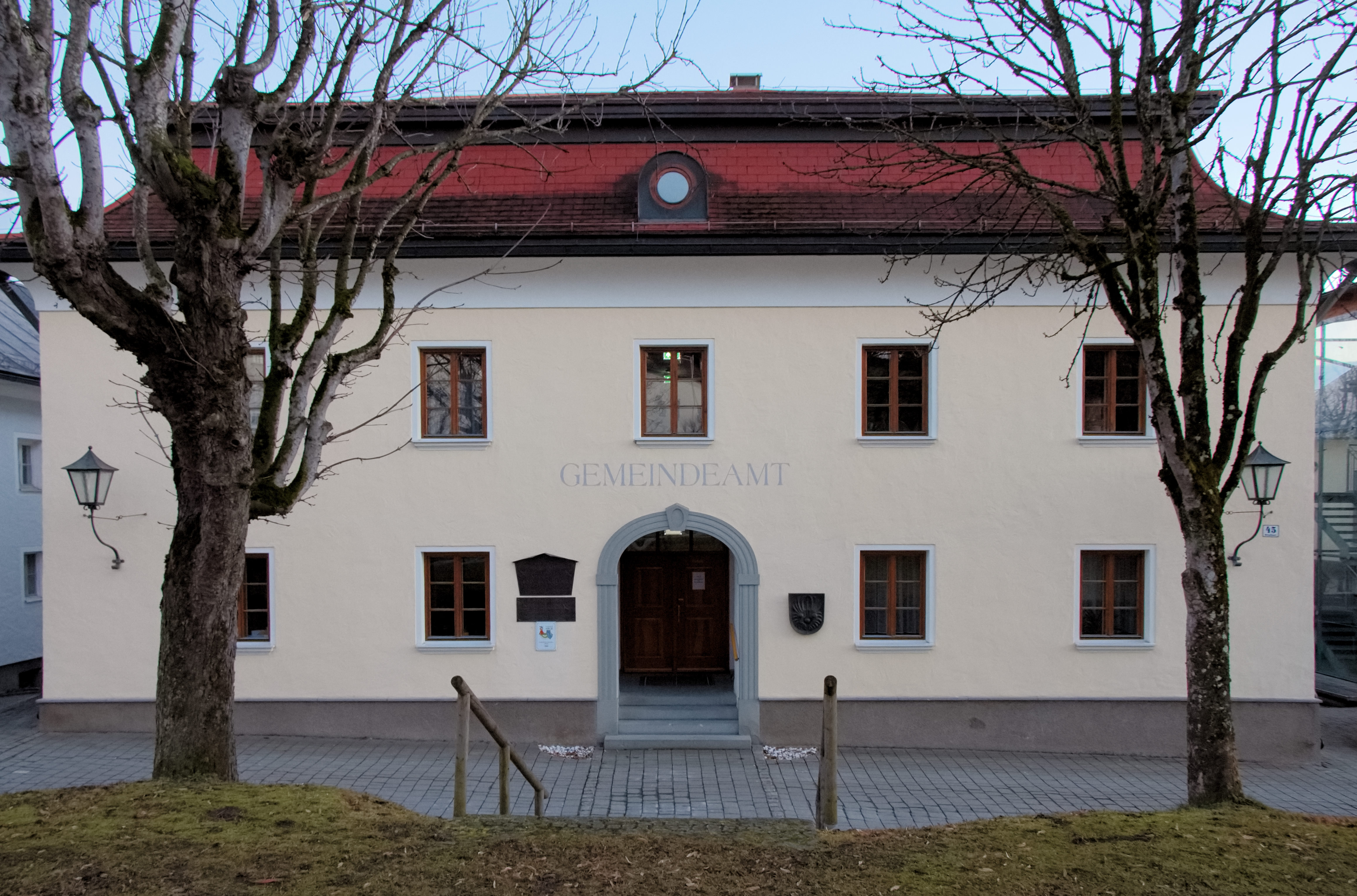
Gemeindeamt im Hauptort Michaelbeuern

### Gemeinderat
| Gemeinderatswahl 2024Wahlbeteiligung: 70,2 % 80706050403020100 67,7 % (−7,1 %p)32,3 % (+7,1 %p) ÖVPSPÖ20192024 |

Die Gemeindevertretung hat seit 2019 insgesamt 17 Mitglieder.
- Mit den Gemeindevertretungs- und Bürgermeisterwahlen in Salzburg 1999 hatte die Gemeindevertretung folgende Verteilung: 6 FPÖ, 5 ÖVP, und 2 SPÖ.
- Mit den Gemeindevertretungs- und Bürgermeisterwahlen in Salzburg 2004 hatte die Gemeindevertretung folgende Verteilung: 8 ÖVP, 3 FPÖ, und 2 SPÖ.
- Mit den Gemeindevertretungs- und Bürgermeisterwahlen in Salzburg 2009 hatte die Gemeindevertretung folgende Verteilung: 10 ÖVP und 3 SPÖ.[10]
- Mit den Gemeindevertretungs- und Bürgermeisterwahlen in Salzburg 2014 hatte die Gemeindevertretung folgende Verteilung: 9 ÖVP und 4 SPÖ.[11]
- Mit den Gemeindevertretungs- und Bürgermeisterwahlen in Salzburg 2019 hatte die Gemeindevertretung folgende Verteilung: 13 ÖVP und 4 SPÖ.[12]
- Mit den Gemeindevertretungs- und Bürgermeisterwahlen in Salzburg 2024 hat die Gemeindevertretung folgende Verteilung: 12 ÖVP und 5 SPÖ.[13]

### Bürgermeister
- bis 1974 Konrad Stadler[14]
- 1974–1984 Franz Ehgartner[15]
- 1984–2004 Karl Paradeiser (ÖVP)[16]
- seit 2004 Adolf Hinterhauser (ÖVP)[17]

### Wappen
Das Wappen der Gemeinde ist: „Rot vor Blau gespalten, darin jederseits ein einwärtsgekehrter silberner Flügel, der rechte belegt mit einer roten, der linke mit einer blauen Kugel und zwischen beiden Flügeln am Spalt eine silberne Kugel.“
Es wurde 1956 verliehen und ist eine Kombination des Klosterwappens von Michaelbeuern und den Attributen des hl. Nikolaus (drei Kugeln), dem Kirchenpatron von Dorfbeuern.

## Persönlichkeiten

### Söhne und Töchter der Gemeinde
- Wolfgang Stockhammer (1842–1921), Abt von Michaelbeuern 1905–1919
- Nikolaus Wagner (1936–2024), Abt von Michaelbeuern 1982–2006
- Irmgard Stadler (* 1937 in Michaelbeuern), deutsch-österreichische Opernsängerin

### Mit der Gemeinde verbundene Persönlichkeiten
- Michael Filz (1777–1854), Pädagoge, Geschichtsforscher und Prior
- Ingo Reiffenstein (1928–2023), Altgermanist, Mundart- und Namenforscher
- Maurus Riha (1889–1971), Abt von Michaelbeuern 1933–1969